# Ƀ

Der Buchstabe Ƀ (kleingeschrieben ƀ) ist ein Buchstabe des lateinischen Schriftsystems, bestehend aus einem B mit Querstrich. Er wird in Jorai und Katu, und außerdem zur Darstellung altsächsischer Texte verwendet. 
Es war zeitweise als Ersatzzeichen für das Bitcoin-Symbol in Diskussion, bevor dieses im Juli 2017 in Unicode aufgenommen wurde.

## Darstellung auf dem Computer
Unicode enthält das B mit Querstrich im Unicodeblock Lateinisch, erweitert-B an den Codepunkten U+0243 (Großbuchstabe) und U+0180 (Kleinbuchstabe).
Das ähnlich aussehende Zeichen „␢“ (U+2422 im Unicodeblock Symbole für Steuerzeichen) diente seit den 1960er Jahren als sichtbares Symbol für ein nicht sichtbares Leerzeichen (englisch blank), speziell im BCD-Code von IBM, beispielsweise im Drucker von deren System IBM 1401. Es wird in aktuellen Computern nicht mehr verwendet.